# Vanessa Marina
Vanessa Marina Cartaxo Farinha (21 de março de 1992) é uma breakdancer portuguesa.

## Carreira
Vanessa Ela começou a praticar break em 2012, depois de ser apresentada ao esporte por uma amiga. Dois anos depois, ela se mudou de Lisboa para Londres para seguir a carreira de break e ajudaria a "evoluir a cena B-girl do Reino Unido".
Ela competiu várias vezes na competição Red Bull BC One; em 2019, ela ganhou a medalha de ouro na cifra do Reino Unido da competição. Depois de perder na batalha final da cifra do Reino Unido de 2020, ela começou a competir na cifra de Portugal da competição. Ela venceu a última em 2021, mas não conseguiu se classificar para a final mundial. No ano seguinte, ela venceu mais uma vez a cifra de Portugal e se classificou para a Final Mundial do Red Bull BC One, chegando às quartas de final antes de ser eliminada pela dançarina chinesa 671. Marina também competiu no Campeonato Europeu de 2022, ganhando a medalha de bronze. Ela chegou às quartas de final no evento no ano seguinte. Ela também competiu nos Jogos Europeus de 2023. Superando um susto de lesão, ela se classificou para os Jogos Olímpicos de Verão de 2024 em Paris, com o evento marcando a primeira vez que o breaking foi apresentado.